# Mearnsia
Mearnsia ist eine kleine Vogelgattung in der Familie der Segler (Apodidae). Bei den beiden Vertretern der Gattung handelt es sich um mittelgroße Segler mit einem stark glänzenden Gefieder. Beide Arten sind Endemiten, der Philippinensegler kommt nur auf den südöstlichen Inseln der Philippinen vor, der Papuasegler nur auf Neuguinea.

## Merkmale
Es handelt sich um Segler mittlerer Größe mit einer Körperlänge von ungefähr 14  (Philippinensegler) bzw. 11,5 Zentimetern (Papuasegler). Beide Arten der Gattung weisen ein stark glänzendes Gefieder auf, das des Papuaseglers ist nahezu vollständig schwarz bis auf den stark kontrastierenden hellen Kehlfleck und einen weißen Bereich an den Deckfedern der Flügelunterseite. Der Philippinensegler ist schwarzglänzend, nur die Unterseite ist nahezu vollständig weiß.
Bei beiden Arten ragen die Federkiele der Steuerfedern als „Schwanzdornen“ über die Fahnen hinaus, was typisch für die Vertreter der Tribus Chaeturini ist. Diese Dornen sind aber im Vergleich zu anderem Arten relativ dünn und mit nur etwa einem Millimeter Länge kürzer als bei allen anderen Arten dieser Tribus.

## Systematik
Zunächst wurden die Arten dieser Gattung von den meisten Autoren der Gattung Chaetura zugeschlagen. David Lack unterstützte jedoch 1956 die Abtrennung des Philippinen- und des Papuaseglers in eine eigene Gattung und dieser Standpunkt wurde von späteren Autoren verifiziert und akzeptiert.
Die folgenden Arten werden der Gattung zugerechnet:
- Philippinensegler (Mearnsia picina)
- Papuasegler (Mearnsia novaeguineae)